# Пармският манастир
„Пармският манастир“ (на френски: La Chartreuse de Parme) е роман от Стендал. Публикуван е в два тома през 1839 година във Франция. Това е третият му завършен роман.

## Създаване и прием
Идеята за „Пармският манастир“ хрумва на Стендал на 3 септември 1838 г., но в следващите два месеца той работи върху „Мемоарите на един турист“. Едва след това, на 4 ноември, той се премества на улица „Комартен“ 4 в Париж и дава заповед на портиера да казва на евентуалните посетители, че „господин консулът е на лов“. В продължение на 52 дни Стендал диктува на една секретарка текста на замисления роман. На 26 декември дава на своя издател текста на „Пармският манастир“ – повече от петстотин страници.
Една част от романа, отнасяща се до битката при Ватерло, е публикувана във вестник Le Constitutionnel.  преди излизането му, и във връзка с нея Балзак изпраща писмо с поздравления до Стендал.

## Филмови адаптации
- 1948 – „La chartreuse de Parme“ („Пармският манастир“) е френско-италиански филм, режисьор Кристиан-Жак с участието на Жерар Филип, Рене Фор и Мария Казарес.
- 1981 - La Certosa di Parma), телефилм на Mauro Bolognini.
- 2012 - La Certosa di Parma, телефилм на Cinzia TH Torrini, френско-италианска продукция, с Rodrigo Guirao Díaz (Fabrizio), Alessandra Mastronardi (Clelia), Marie-Josée Croze (Gina), Hippolyte Girardo (le comte Mosca), François Berléand (le prince de Parme). Стендал пише романът си за 53 дена и филмът също е сниман 52 дена.

## Радио адаптации
- 1948 - адаптация от 78 еписода за Родио Луксембург от Jean Maurel.